# Tempelj Literature, Hanoj
Temepelj Literature ali Văn Miếu (vietnamsko Văn Miếu, chữ Hán: 文廟) je tempelj, posvečen Konfuciju v Hanoju, v Vietnammu. Tempelj je gostil tudi Cesarsko akademijo ((Quốc Tử Giám), 國子監), prvo nacionalno univerzo v Vietnamu. Zgrajen je bil leta 1070 v času cesarja Lý Thánh Tônga. Je eden od številnih templjev v Vietnamu, ki je posvečen Konfuciju, modrecem in učenjakom. Tempelj stoji južno od cesarske citadele Thăng Long. Različni paviljoni, dvorane, kipi in stele zdravnikov so kraji, kjer so potekale daritvene slovesnosti, študijske ure in strogi izpiti Đại Việt. Tempelj je prikazan na hrbtni strani bankovca za 100.000 vietnamskih đồngov. Tik pred vietnamskim novoletnim praznovanjem Tết se kaligrafi zberejo pred templjem in pišejo želje v Chữ Hán (𡨸漢, dobesedno 'kitajski znaki', Chữ Nho (𡨸儒, dobesedno 'konfucijevi znaki'). Umetnine podarijo ali uporabijo kot dekoracijo doma ob posebnih priložnostih.

## Zgodovina
Tempelj je bil zgrajen leta 1070 in je bil rekonstruiran med dinastijo Trần (1225–1400) in v naslednjih dinastijah. Skoraj dve stoletji je tempelj kljub vojnam in nesrečam ohranil starodavne arhitekturne sloge mnogih dinastij in dragocene relikvije. Večje obnove so potekale v letih 1920, 1954 in 2000.
»Jeseni leta Canh Tuất, drugega leta Thần Vũ (1070), v 8. lunarnem mesecu, med vladavino kralja Lý Thánh Tônga, je bil zgrajen Văn Miếu. Kipi Konfucija, njegovih štirih najboljših učencev : Yan Hui (Nhan Hồi), Zengzi (Tăng Tử), Zisi (Tử Tư) in Mencius (Mạnh Tử) ter vojvoda Zhou (Chu Công) so bili izrezljani in 72 drugih kipov konfucijanskih učenjakov je bilo poslikanih ... V vsakem od štirih letnih časov so jim bile posvečene slovesnosti. Tu so študirali prestolonasledniki.«
Leta 1076 je bila v času vladavine Lý Nhân Tônga znotraj templja ustanovljena prva vietnamska univerza, »Quốc Tử Giám« ali cesarska akademija, da bi izobraževala vietnamske birokrate, plemiče, kraljeve družine in druge člane elite. Univerza je ostala odprta od leta 1076 do 1779. Leta 1802 so monarhi dinastije Nguyễn ustanovili prestolnico Huế, kjer so ustanovili novo cesarsko akademijo. Akademija v templju v Hanoju je izgubila pomen in postala šola okrožja Hoài Đức.
Pod francoskim protektoratom je bil Văn Miếu - Quốc Tử Giám leta 1906 registriran kot zgodovinski spomenik. V obdobju 1945–1954 so Francozi porušili dele templja, da bi naredili dodaten prostor za bolnišnico Saint Paul, saj so bile zmogljivosti bolnišnice v času vojne polne. Kampanje za obnovo so potekale v letih 1920 in 1947 pod vodstvom École française d'Extrême-Orient (Francoska šola za Daljni vzhod).

## Lega
Postavitev templja je podobna templju v mestu Qufu, Šandong, Konfucijevem rojstnem kraju. Zajema površino več kot 54.000 kvadratnih metrov, vključno z jezerom Văn, parkom Giám in notranjimi dvorišči, ki so obdana z opečnim zidom. Pred Velikimi vrati so štirje visoki stebri. Na obeh straneh stebrov sta dve steli, ki ukazujeta konjenikom, naj sestopijo.
Vrata se odpirajo na tri poti, ki se nadaljujejo skozi kompleks. Sredinska pot je bila rezervirana za cesarja in nad sredinsko potjo je velik bronast zvon. Pot na levo je za upravne mandarine, pot na desno pa za vojaške mandarine. Notranjost mesta je razdeljena na pet dvorišč. Prvi dve dvorišči sta mirna predela s starimi drevesi in striženimi tratami, kjer bi se učenjaki sprostili stran od vrveža zunanjega sveta.
Zvon, ki je nad glavnimi vrati, je bil uporabljen za označevanje, da prihaja pomembna oseba, in je bil dodan v Văn Miếu v 19. stoletju. Zvon je bil izdelan iz brona in so se ga lahko dotaknili le menihi. Na zvonu je mogoče najti več vzorcev, vključno z obrisom feniksa, ki predstavlja lepoto, in zmaja, ki predstavlja moč. Oba simbola se uporabljata za predstavljanje cesarja in kraljice. Zvon je mogoče najti v vseh pagodah v Vietnamu.

### Prvo dvorišče
Prvo dvorišče se razteza od velikega portika do Đại Trunga, ki ga obdaja dvoje manjših vrat: vrata Đạt Tài in vrata Thành Đức.

### Drugo dvorišče
Drugo dvorišče je znano kot veliko osrednje dvorišče ali včasih dvorišče velikega uspeha. Predstavlja paviljon Khuê Văn (奎文閣), edinstveno arhitekturno delo, zgrajeno leta 1805, in simbol današnjega Hanoja. Paviljon Khuê Văn je zgrajen na štirih obeljenih kamnitih podstavkih. Na vrhu je rdeče obarvan z dvema okroglima oknoma in dovršeno streho. V notranjosti s stropa visi bronast zvon, na katerega zvonijo ob dobrih priložnostih. Številne lepe poetične fraze, ohranjene na paviljonu, poveličujejo vietnamsko tradicionalno kulturo. Poleg paviljona Khuê Văn so vrata Súc Văn in vrata Bi Văn. Ta vrata so posvečena lepoti literature, tako njeni vsebini kot njeni obliki. V prvem in drugem dvorišču so topiariji (grmi, obrezani v posebne oblike), ki predstavljajo 12 zodiakalnih živali.

### Tretje dvorišče
Na tretje dvorišče se vstopi iz paviljona Khuê Văn. Na tretjem dvorišču je vodnjak Thiên Quang. Na obeh straneh vodnjaka stojita dve veliki dvorani, v katerih so shranjeni zakladi templja.

### Kamnite plošče diplomantov
Gradnja kamnitih stel se je začela leta 1484 pod cesarjem Lê Thánh Tôngom. Postavil je 116 stel izklesanih modrih kamnitih želv z dovršenimi motivi, da bi počastil talent in spodbudil študij. Želva (Quy, 龜) je eno od štirih svetih bitij v narodu – drugi so zmaj (Long, 龍), samorog (Ly, 麟) in feniks (Phượng, 鳳). Želva je simbol dolgoživosti in modrosti. Oblika in velikost želve se je s časom spreminjala.
Stele diplomantov so dragocen zgodovinski vir za preučevanje kulture, izobraževanja in kiparstva v Vietnamu. Ostalo je 82 stel. Prikazujejo imena in rojstne kraje 1307 diplomantov 82 triletnih kraljevih izpitov. Med letoma 1442 in 1779 je enainosemdeset izpitov imela dinastija Lê in enega je imela dinastija Mạc. Starodavne kitajske gravure na vsaki steli hvalijo zasluge cesarja in navajajo razlog za postavitev kraljevih izpitov. Zabeležijo tudi mandarine, ki so bili zadolženi za organizacijo izpitov. Nekoč je bilo običajno drgniti glave kamnitih želv, zdaj pa obstaja ograja, ki naj bi ljudem preprečila to početje, da bi ohranili želve.
So dragocen zgodovinski vir za študij zgodovine filozofije, kulture, izobraževanja, družbe in kiparstva v Vietnamu. Stele so bile leta 2011 vpisane v Unescov Register svetovnega spomina.

### Četrto dvorišče
Na četrto dvorišče se vstopi skozi vrata Đại Thành. Na obeh straneh je dvoje manjših vrat: vrata Kim Thanh in vrata Ngọc Chấn. To dvorišče je ceremonialno srce kompleksa.
Na vsaki strani slavnostnega četrtega dvorišča stojita dve dvorani. Njun prvotni namen je bil namestitev oltarjev dvainsedemdesetim najbolj cenjenim Konfucijevim učencem in Chu Văn Anu (rektorju cesarske akademije). V središču četrtega dvorišča je hiša obredov (Đại Bái Đường). Naslednja stavba je Thượng Điện, kjer se častijo Konfucij in njegovi štirje najbližji učenci Yanhui, Zengshen, Zisi in Mencius. V svetišču so tudi oltarji desetih uglednih filozofov. Ti paviljoni odražajo slog zgodnjega 19. stoletja. Majhen muzej prikazuje črnilnike, peresa, knjige in osebne predmete, ki so pripadali nekaterim študentom, ki so študirali v templju.

### Peto dvorišče
Leta 1076 je cesar Lý Nhân Tông ukazal zgraditi cesarsko akademijo kot peto dvorišče. Za študente so bili izbrani pismeni mandarini. Leta 1236 so akademijo povečali in poimenovali Quốc Tử Viện in kasneje Quốc Học Viện. V dinastiji Lê so jo imenovali Thái Học Viện in so jo razvijali naprej. Ta razvoj je vključeval hišo Minh Luân, zahodne in vzhodne učilnice, skladišče za lesene tiskarske bloke in dva niza treh spalnic s 25 sobami. Svetišče Khải Thánh je bilo zgrajeno v čast Konfucijevih staršev. Leta 1946, med prvo indokitajsko vojno, je bilo dvorišče uničeno. Leta 2000 je bilo peto dvorišče rekonstruirano na podlagi prvotne »cesarske akademije«. Časti talente, nacionalne tradicije ter kulturo in izobraževanje Vietnama. Zasnova novega petega dvorišča je temeljila na tradicionalni arhitekturi v harmoniji z okoliškimi znamenitostmi templja. Zgrajenih je bilo več stavb, vključno s sprednjo stavbo, zadnjo stavbo, levo in desno stavbo, zvonikom in hišo z bobnom. Dvorišče Thái Học obsega 1530 kvadratnih metrov od celotne površine templja 6150 kvadratnih metrov. Sprednja stavba ima številne funkcije. V njej so organizirane slovesnosti v spomin na kulturnike, znanstvene dejavnosti in kulturni dogodki. Zadnja stavba ima dve etaži. V pritličju je kip Chu Văn An (rektorja akademije) in prikazuje eksponate templja in akademije s prikazom konfucijanskega izobraževanja v Vietnamu.
Zgornje nadstropje je posvečeno trem monarhom, ki so največ prispevali k ustanovitvi templja in akademije: Lý Thánh Tông (1023–1072), ki je ustanovil tempelj leta 1070, Lý Nhân Tông (1066–1127), ki je ustanovil Cesarsko akademijo in Lê Thánh Tông (1442–1497), ki je leta 1484 ukazal postavitev stel iz kamna želve diplomantom nagrajencem.
Na obeh straneh zadnje stavbe sta kvadratni stavbi, ki vsebujeta boben in bronast zvon. Boben je širok 2,01 metra, visok 2,65 metra, ima prostornino 10 m3 in tehta 700 kilogramov. Zvon je bil ulit leta 2000 z merami 2,1 krat 0,99 metra.

## Študij na cesarski akademiji
Organizacija poučevanja in učenja na cesarski akademiji se je začela leta 1076 pod dinastijo Lý in se je nadalje razvila v 15. stoletju pod dinastijo Lê. Akademijo sta vodila rektor (Tế tửu) in prorektor (Tư nghiệp). Profesorji na akademiji so imeli različne nazive: Giáo thụ, Trực giảng, Trợ giáo in Bác sĩ.
- Mandarin v Văn Miếu, ki izvaja obred.
- Mandarin v Văn Miếu, ki izvaja obred.
- Mandarin v Văn Miếu, ki izvaja obred.

Veliko študentov je živelo in študiralo v templju. Večina študentov (Giám sinh) je pred vpisom na akademijo opravila regionalni izpit (Hương Examination – Thi Hương). Študenti so se med študijem na akademiji posvečali literaturi in pisali tudi poezijo. Učenci so se učili kitajščino, kitajsko filozofijo in kitajsko zgodovino. Imeli so natisnjene učbenike na papirju, ki so bili v kitajščini in vietnamščini. Brali so Štiri knjige (Tứ thư, 四書): Veliko učenje (Đại Học, 大學), Nauk o povprečju (Trung Dung, 中庸), Analekti (Luận Ngữ, 論語) in Mencij (Mạnh Tử, 孟子); Pet predkonfucijanskih klasikov (Ngũ Kinh, 五經): Klasika poezije (Kinh Thi, 經詩), Knjiga dokumentov (Kinh Thư, 經書), Knjiga obredov (Kinh Lễ, 經禮), Knjiga sprememb (Kinh Dịch, 經易) in Pomladni in jesenski letopisi (Kinh Xuân Thu, 經春秋); med drugim starodavna poezija in kitajska zgodovina.
Študenti so se vpisovali od tri do sedem let. Vsak mesec so imeli manjše teste in štiri večje teste na leto. Uspeh na izpitih, ki ga je potrdilo Ministrstvo za obrede (Bộ Lễ, 部禮), jih je kvalificiral za opravljanje državnega izpita (Hội Examination – Thi Hội). Uspeh pri izpitu Hội je študenta kvalificiral za opravljanje kraljevega izpita, izpita Đình (Thi Đình), ki je potekal na dvoru. Na tem izpitu je cesar sam postavljal vprašanja, odgovarjal na kandidatove odgovore in nato razvrščal tiste, ki so prešli v različne razrede. Cesarska akademija je bila največje središče v državi.

## V popularni kulturi
- Tempelj je bil predstavljen v 5. delu The Amazing Race 22, dvaindvajseti del ameriške resničnostne televizijske oddaje. [9][10]

## Galerija
- Uniforme študentov cesarske akademije
- Orkester, ki izvaja tradicionalno glasbo v čast ustanoviteljem kraljevega kraljestva in Konfuciju
- Četrto dvorišče
- Peto dvorišče, območje cesarske akademije